# Anerincleistus dispar
Anerincleistus dispar är en tvåhjärtbladig växtart som beskrevs av Célestin Alfred Cogniaux. Anerincleistus dispar ingår i släktet Anerincleistus och familjen Melastomataceae. Inga underarter finns listade i Catalogue of Life.